# Чемпіонат світу з боксу 1978
II Чемпіонат світу з боксу відбувався 6 - 20 травня 1978 року у місті Белград у Югославії.

## Результати

### Медалісти
| Вагова категорія                   | Золото               | Срібло            | Бронза                            |
| Перша найлегша вага (-48 кг)       | Стефен Мучокі        | Хорхе Ернандес    | Армандо Гевара Річард Сандовал    |
| Найлегша вага (-51 кг)             | Генрик Средницький   | Ектор Рамірес     | Олександр Михайлов Ісіі Кокі      |
| Легша вага (-54 кг)                | Адольфо Орта         | Фазлижа Шацирович | Штефан Фьорстер Чон Кім Чхіль     |
| Напівлегка вага (-57 кг)           | Анхель Еррера Вера   | Братислав Рістич  | Роман Готфрид Антоніо Еспаррагоса |
| Легка вага (-60 кг)                | Девідсон Анде        | Володимир Сорокін | Рене Веллер Лутц Кесебір          |
| Перша напівсередня вага (-63.5 кг) | Валерій Львов        | Мемет Богуєвчі    | Жан-Клод Руїс Карл-Гайнц Крюгер   |
| Напівсередня вага (-67 кг)         | Валерій Рачков       | Міодраг Перунович | Рузвельт Грін Ернст Мюллер        |
| Перша середня вага (-71 кг)        | Віктор Савченко      | Луїс Мартінес     | Єжи Рибицький Ілля Ілієв          |
| Середня вага (-75 кг)              | Хосе Гомес Мастельєр | Тармо Уусівірта   | Слободан Качар Ілля Ангелов       |
| Напівважка вага (-81 кг)           | Сіксто Сорія         | Тадія Качар       | Герберт Баух Микола Єрофеєв       |
| Важка вага (+81 кг)                | Теофіло Стівенсон    | Драгомир Вуйкович | Карлос Рівера Юрген Фанґгенел     |

### Медальний залік
| Місце | Держава        |    |    |    | Разом |
| ----- | -------------- | -- | -- | -- | ----- |
| 1     | Куба           | 5  | 3  | 0  | 8     |
| 2     | СРСР           | 3  | 1  | 2  | 6     |
| 3     | Польща         | 1  | 0  | 2  | 3     |
| 4     | Кенія          | 1  | 0  | 0  | 1     |
| 4     | Нігерія        | 1  | 0  | 0  | 1     |
| 6     | СФРЮ           | 0  | 6  | 1  | 7     |
| 7     | Фінляндія      | 0  | 1  | 0  | 1     |
| 8     | НДР            | 0  | 0  | 5  | 5     |
| 9     | Венесуела      | 0  | 0  | 3  | 3     |
| 10    | Болгарія       | 0  | 0  | 2  | 2     |
| 10    | США            | 0  | 0  | 2  | 2     |
| 10    | ФРН            | 0  | 0  | 2  | 2     |
| 13    | Південна Корея | 0  | 0  | 1  | 1     |
| 13    | Франція        | 0  | 0  | 1  | 1     |
| 13    | Японія         | 0  | 0  | 1  | 1     |
| Разом | 15 держав      | 11 | 11 | 22 | 44    |